# Sclerostachya
Sclerostachya es un género de plantas herbáceas perteneciente a la familia de las poáceas. Es originario de India y Malasia.
Algunos autores lo incluyen en el género Saccharum (subgenus Sclerostachyum), Miscanthus.

## Especies
- Sclerostachya fallax
- Sclerostachya fusca
- Sclerostachya milmyi
- Sclerostachya milroyi
- Sclerostachya narenga
- Sclerostachya ridleyi